# Салари

Прапор саларів

Салари (кит.: 撒拉族 Sǎlá Zú; самоназва — Салар, салир), тюркомовний народ в Китаї; живуть в Сюньхуа-Саларському автономному повіті та інших районах провінції Цінхай, а також у провінції Ґаньсу та Сіньцзяні. Чисельність — 104 503 особи (перепис 2000). Саларська мова зазнала значного впливу китайської та тибетської мов; використовувана останнім часом писемність — на латинській основі. Антропологічно салари неоднорідні, але переважає монголоїдний тип. По релігії — мусульмани-суніти, незначна частина сповідує тибетський буддизм (Salar). Основні традиційні заняття — орне землеробство, скотарство, присадибне садівництво та городництво, ковальське та гончарне ремесла. Переважають малі родини.

## Історія
Салари неодноразово брали участь у народних повстаннях. Особливо відоме повстання у 1781, коли саларські мюриди засновника секти «Джахрі» Ма Мінсіна (Ma Mingxin), під керівництвом свого ахуна Су Сишісаня (苏 四十 三, «Су Сорок-три») дійшли до Ланьчжоу, намагаючись звільнити арештованого Ма. Після страти Ма Мінсіна цінською владою, саларські повстанці взяли в облогу Ланьчжоу, але, після прибуття цінського підкріплення, всі були перебиті.
Під час громадянської війни в Китаї саларський край був під владою Ма Буфана. Після його розгрому комуністами в 1949 і втечі з Китаю, деякі з його колишніх солдатів-саларів, відпущених по домівках переможною Червоною армією, ще кілька років продовжували вести партизанську війну проти комуністів у цінхайсько-ганьсуйському прикордонні. Розповідають, що коли один з його стійких прихильників, Хань Іму (Han Yimu), підняв повстання в цінхайському повіті Сюньхуа у 1958 (одночасно з повстанням в Тибеті проти китайців), від говорив своїм бійцям (можливо, наслідуючи Су Сорок-три): «Сьогодні Сюньхуа, завтра Ланьчжоу, післязавтра Пекін!». Кажуть, що коли повстання було придушене, і Хань Іму перевезли до Пекіна на суд та страту, він зрозумів, що недооцінив сили іншого боку протистояння, й зауважив: «У них в Китаї більше народу, ніж у Цинхаї яків!».